# Liste des inventaires du patrimoine
Cet article recense les inventaires destinés à la conservation du patrimoine, naturel ou culturel, existant dans le monde.

## Listes globales
- Patrimoine mondial, UNESCO
- Patrimoine culturel immatériel avec deux listes (représentative ; sauvegarde urgente) et un registre, UNESCO
- Conseil international des monuments et des sites (ICOMOS)

## Listes par pays

### Afrique
| Pays           | Nombre de monuments | Classification                                 | Catégorie                                | Listes                                              |
| -------------- | ------------------- | ---------------------------------------------- | ---------------------------------------- | --------------------------------------------------- |
| Afrique du Sud |                     | (en) en:National heritage sites (South Africa) |                                          | (en) en:List of heritage sites in South Africa      |
| Algérie        | 381                 |                                                | Catégorie:Monument classé en Algérie     | Liste des sites et monuments classés en Algérie     |
| Maroc          |                     | Monuments et sites historiques du Maroc        |                                          | (en) en:Historic Monuments and Sites of Morocco     |
| Mozambique     |                     | Monument national                              |                                          | (en) en:Cultural Properties of Mozambique           |
| Namibie        |                     | Monument national                              |                                          | (de) de:Liste der Nationalen Denkmäler in Namibia   |
| Sénégal        |                     | Monuments et sites historiques                 | Catégorie:Monument historique au Sénégal | Liste des monuments et sites historiques au Sénégal |
| Sierra Leone   |                     | Monuments nationaux                            |                                          | (en) en:National Monuments of Sierra Leone          |
| Eswatini       |                     | Monuments nationaux                            |                                          | (en) en:National Monuments of Swaziland             |
| Tunisie        | 937                 | Monuments classés                              |                                          | Liste des monuments classés de Tunisie              |
| Zambie         | >3000               | Monuments et sites historiques de Zambie       |                                          | (en) en:Monuments and Historic Sites of Zambia      |
| Zimbabwe       | >3000               | Monument national                              |                                          | (en) en:National Monuments of Zimbabwe              |

### Amérique
| Pays       | Périmètre | Classification                                                                    | Nombre de monuments | Catégorie                                           | Listes |  |
| ---------- | --------- | --------------------------------------------------------------------------------- | ------------------- | --------------------------------------------------- | --- |  |
| Argentine  |           | Monument historique national                                                      |                     | Catégorie:Monument historique national en Argentine | (fr) Catégorie:Liste des monuments historiques nationaux en Argentine par province                                                                                      |  |
| Brésil     |           | Patrimônio Histórico e Artístico Nacional                                         |                     |                                                     | (en) en:List of National Historic Heritage of Brazil (pt) Bens Móveis e Imóveis Inscritos nos Livros do Tombo do Instituto do Patrimônio Histórico e Artístico Nacional |  |
| Canada     |           | Lieu patrimonial                                                                  | >12500              | Catégorie:Lieu patrimonial au Canada                | (fr) Catégorie:Liste en rapport avec les lieux patrimoniaux au Canada                                                                                                   |  |
| Colombie   |           | Monument national                                                                 | 1081                | Catégorie:Monument national en Colombie             | Liste des monuments nationaux de Colombie |  |
| Jamaïque   |           | National Heritage Sites                                                           | ~70                 |                                                     | (en) en:List of National Heritage Sites in Jamaica |  |
| Cuba       |           | Conseil national du patrimoine culturel (Consejo Nacional de Patrimonio Cultural) |                     |                                                     | |  |
| États-Unis | National  | Registre national des lieux historiques                                           | 86 867              | Catégorie:Registre national des lieux historiques   | Sites inscrits au Registre national des lieux historiques |  |
| États-Unis | National  | National Historic Landmarks                                                       |                     |                                                     | |  |
| États-Unis | National  | National Natural Landmarks                                                        |                     |                                                     | |  |
| Venezuela  |           | Monument national                                                                 |                     |                                                     | |  |

### Asie
| Pays          | Périmètre | Classification                                                     | Nombre de monuments | Catégorie                                                                                | Listes existantes                         |
| ------------- | --------- | ------------------------------------------------------------------ | ------------------- | ---------------------------------------------------------------------------------------- | ----------------------------------------- |
| Chine         |           | Sites historiques et culturels majeurs protégés au niveau national | 2351                | (en) en:Major Site Protected for Its Historical and Cultural Value at the National Level |                                           |
| Corée du Nord |           | Trésor national                                                    |                     | Catégorie:Trésor national en Corée du Nord                                               | (fr) Trésors nationaux de Corée du Nord   |
| Corée du Sud  |           | Trésor national                                                    |                     | Catégorie:Trésor national en Corée du Sud                                                | (fr) Trésors nationaux de Corée du Sud    |
| Japon         |           | Trésor national                                                    | 1082                | Catégorie:Trésor national au Japon                                                       | (en) Lists of National Treasures of Japan |
| Liban         |           | Monument historique                                                |                     |                                                                                          |                                           |
| Singapour     |           | Monuments nationaux                                                |                     |                                                                                          |                                           |

### Europe
| Pays               | Périmètre                               | Classification                                               | Nombre de monuments           | Catégorie                                                                            | Listes existantes                                                                                                 |
| ------------------ | --------------------------------------- | ------------------------------------------------------------ | ----------------------------- | ------------------------------------------------------------------------------------ | --- |
| Andorre            |                                         | Patrimoine culturel (Patrimoni Cultural)                     |                               |                                                                                      | |
| Allemagne          |                                         | (de) de:Denkmalschutz                                        |                               | Catégorie:Monument historique en Allemagne                                           | (de) de:Kategorie:Liste (Kulturdenkmale in Deutschland)                                                           |
| Autriche           |                                         | (de) de:Denkmalschutz                                        |                               |                                                                                      | (de) de:Denkmalgeschützte Objekte in Österreich                                                                   |
| Belgique           | Wallonie                                | Biens classés                                                | 4 000                         | Monuments, Sites, Sites archéologiques et Ensembles architecturaux classés           | Liste des biens classés en Wallonie                                                                               |
| Belgique           | Wallonie                                | Patrimoine exceptionnel de Wallonie                          | 215 biens ou parties de biens | Patrimoine exceptionnel de Wallonie                                                  | Liste des biens inscrits sur la liste du patrimoine exceptionnel de Wallonie                                      |
| Belgique           | Wallonie                                | Inventaire du patrimoine                                     | 50 000 biens                  | Inventaire du patrimoine culturel immobilier                                         | Biens repris à l'Inventaire                                                                                       |
| Belgique           | Flandre                                 | Onroerend Erfgoed                                            |                               | Inventaire archéologique des paysages et du patrimoine architectural                 | |
| Belgique           | Bruxelles-Capitale                      |                                                              | 1173 biens                    |                                                                                      | Liste des monuments classés en Région bruxelloise                                                                 |
| Bosnie-Herzégovine |                                         | Monument national                                            | 780                           |                                                                                      | (en) Liste des monuments nationaux de Bosnie                                                                      |
| Espagne            |                                         | Bien d'intérêt culturel                                      |                               | Catégorie:Bien d'intérêt culturel (Espagne)                                          | (es) es:Categoría:Anexos:Bienes de interés cultural en España                                                     |
| Finlande           |                                         | Sites culturels construits d'intérêt national en Finlande    |                               | Catégorie:Environnement culturel construit d'importance nationale en Finlande        | (fi)Liste du patrimoine bâti finlandais                                                                           |
| France             |                                         | Monument historique                                          | >43000 bâtiments, hors objets | Catégorie:Monument historique en France                                              | (fr) Liste des monuments historiques immobiliers par département                                                  |
| Irlande            |                                         | Monument national                                            | ~1,000                        | Catégorie:Monument national en Irlande (pays)                                        | (en) en:Category:Lists of National Monuments of Ireland                                                           |
| Islande            |                                         | Bâtiment protégé                                             | 458                           |                                                                                      | (is) Carte des monuments protégés d'Islande                                                                       |
| Italie             |                                         | Monument national                                            |                               | Catégorie:Monument national en Italie                                                | |
| Lettonie           |                                         | Monument national                                            | 7131                          | (lv) Kultūras pieminekļu saraksts (Liste du patrimoine culturel)                     | |
| Macédoine          |                                         | Patrimoine culturel de la République de Macédoine            | 12556                         |                                                                                      | |
| Malte              |                                         | Patrimoine de Malte                                          | > 2 000                       | Catégorie:Patrimoine à Malte                                                         | |
| Pays-Bas           |                                         | Monument national                                            |                               | Catégorie:Monument national aux Pays-Bas                                             | (nl) nl:Lijsten van rijksmonumenten per provincie                                                                 |
| Pologne            |                                         | Zabytek                                                      |                               | Catégorie:Monument historique en Pologne                                             | Liste des monuments historiques de Pologne                                                                        |
| Portugal           |                                         | Monument national                                            |                               | Catégorie:Monument protégé au Portugal                                               | (fr)Liste du patrimoine portugais de l'IGESPAR (fr)Catégorie:Liste des monuments nationaux portugais par district |
| République tchèque |                                         | Monument culturel                                            |                               |                                                                                      | |
| Roumanie           |                                         | Monument historique                                          |                               | Catégorie:Monument historique en Roumanie                                            | (ro) Lista monumentelor istorice din România                                                                      |
| Russie             |                                         | (en) en:Russian cultural heritage register                   | ~120000                       |                                                                                      | (ru) Sites archéologiques (ru) Monuments historiques (ru) Sites historiques (ru) Statues historiques              |
| Royaume-Uni        |                                         | Scheduled Ancient Monument                                   |                               |                                                                                      | |
| Royaume-Uni        | Angleterre et Pays de Galles            | Monument classé – Grade I                                    | >6,000                        |                                                                                      | |
| Royaume-Uni        | Angleterre et Pays de Galles            | Monument classé – Grade II*                                  | 18                            |                                                                                      | |
| Royaume-Uni        | Angleterre et Pays de Galles            | Monument classé – Grade II                                   | 418                           |                                                                                      | |
| Royaume-Uni        | Irlande du Nord                         | Monument classé – Grade A                                    |                               |                                                                                      | |
| Royaume-Uni        | Irlande du Nord                         | Monument classé – Grade B+                                   |                               |                                                                                      | |
| Royaume-Uni        | Irlande du Nord                         | Monument classé – Grade B1                                   |                               |                                                                                      | |
| Royaume-Uni        | Irlande du Nord                         | Monument classé – Grade B2                                   |                               |                                                                                      | |
| Royaume-Uni        | Écosse                                  | Monument classé – Catégorie A                                |                               | Catégorie:Monument classé de catégorie A                                             | |
| Royaume-Uni        | Écosse                                  | Monument classé – Catégorie B                                |                               | Catégorie:Monument classé de catégorie B                                             | |
| Royaume-Uni        | Écosse                                  | Monument classé – Catégorie C                                |                               | Catégorie:Monument classé de catégorie C                                             | |
| Serbie             | Sites archéologiques                    | Importance exceptionnelle                                    |                               | Catégorie:Site archéologique d'importance exceptionnelle en Serbie                   | Sites archéologiques d'importance exceptionnelle                                                                  |
| Serbie             | Sites archéologiques                    | Grande importance                                            |                               | Catégorie:Site archéologique de grande importance en Serbie                          | Sites archéologiques de grande importance                                                                         |
| Serbie             | Sites archéologiques                    | Protégé                                                      |                               | Catégorie:Site archéologique protégé en Serbie                                       | Sites archéologiques protégés                                                                                     |
| Serbie             | Monuments culturels                     | Importance exceptionnelle                                    |                               | Catégorie:Monument culturel d'importance exceptionnelle en Serbie                    | Monuments culturels d'importance exceptionnelle                                                                   |
| Serbie             | Monuments culturels                     | Grande importance                                            |                               | Catégorie:Monument culturel de grande importance en Serbie                           | Monuments culturels de grande importance en Serbie                                                                |
| Serbie             | Monuments culturels                     | Protégé                                                      |                               | Catégorie:Monument culturel protégé en Serbie                                        | Monuments culturels protégés en Serbie                                                                            |
| Serbie             | Sites mémoriels                         | Importance exceptionnelle                                    |                               | Catégorie:Site mémoriel d'importance exceptionnelle en Serbie                        | Sites mémoriels d'importance exceptionnelle en Serbie                                                             |
| Serbie             | Sites mémoriels                         | Grande importance                                            |                               | Catégorie:Site mémoriel de grande importance en Serbie                               | Sites mémoriels de grande importance en Serbie                                                                    |
| Serbie             | Sites mémoriels                         | Protégé                                                      |                               | Catégorie:Site mémoriel protégé en Serbie                                            | Sites mémoriels protégés en Serbie                                                                                |
| Serbie             | Entités spatiales historico-culturelles | Importance exceptionnelle                                    |                               | Catégorie:Entité spatiale historico-culturelle d'importance exceptionnelle en Serbie | Entités spatiales historico-culturelles d'importance exceptionnelle                                               |
| Serbie             | Entités spatiales historico-culturelles | Grande importance                                            |                               | Catégorie:Entité spatiale historico-culturelle de grande importance en Serbie        | Entités spatiales historico-culturelles de grande importance                                                      |
| Serbie             | Entités spatiales historico-culturelles | Protégée                                                     |                               | Catégorie:Entité spatiale historico-culturelle protégée en Serbie                    | Entités spatiales historico-culturelles protégées                                                                 |
| Slovaquie          |                                         | Monuments nationaux                                          |                               |                                                                                      | Pamiatkový úrad Slovenskej                                                                                        |
| Suède              |                                         | Byggnadsminne                                                | >2000                         | Catégorie:Byggnadsminne                                                              | (sv) sv:Kategori:Listor över byggnadsminnen i Sverige per region                                                  |
| Suisse             | Biens culturels                         | Biens culturels d'importance nationale et régionale          | 8300                          | Catégorie:Bien culturel d'importance nationale en Suisse                             | (fr) Inventaire suisse des biens culturels d'importance nationale et régionale                                    |
| Suisse             | Traditions vivantes                     | Traditions vivantes                                          | environ 160                   | Catégorie:Tradition vivante de Suisse                                                | (fr) Liste des traditions vivantes de Suisse                                                                      |
| Suisse             | Voies de communication                  | Voies de communication historiques                           | environ 3200                  | Catégorie:Voie de communication historique de Suisse                                 | (fr) Inventaire des voies de communication historiques de la Suisse                                               |
| Suisse             | Sites naturels                          | Paysages, sites et monuments naturels d'importance nationale | 160                           | Catégorie:Paysage, site ou monument naturel d'importance nationale en Suisse         | (fr) Inventaire fédéral des paysages, sites et monuments naturels d'importance nationale                          |
| Suisse             | Sites construits                        | Sites construits à protéger                                  | 1100                          | Catégorie:Site construit à protéger en Suisse                                        | (fr) Inventaire fédéral des sites construits à protéger en Suisse                                                 |

### Océanie

#### Australie
- National Trust
- Commonwealth National Heritage List
- Commonwealth Heritage List
- Register of the National Estate :
  - ACT Heritage Register
  - Northern Territory Heritage Register
  - NSW State Heritage Register
  - Registre patrimonial du Queensland
  - South Australian Heritage Register
  - Tasmanian Heritage Register
  - Victorian Heritage Register
  - Western Australian Register of Heritage Places

#### Nouvelle-Zélande
- New Zealand Historic Places Trust[5]